# Dipaenae contenta
Dipaenae contenta är en fjärilsart som beskrevs av Walker 1854. Dipaenae contenta ingår i släktet Dipaenae och familjen björnspinnare. Inga underarter finns listade i Catalogue of Life.